# Kontrolliertes Abbrennen

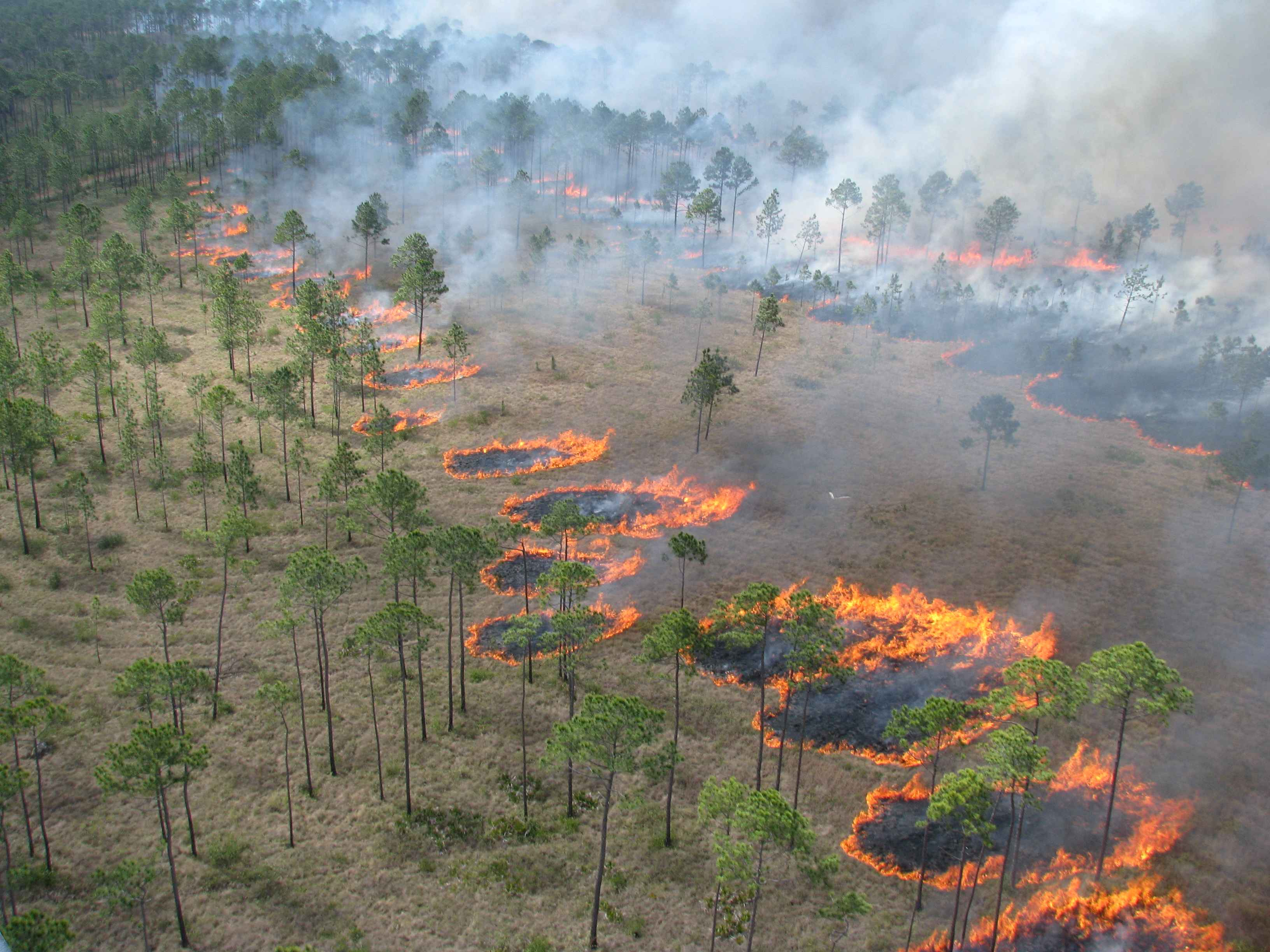
Backburning in einer Savanne

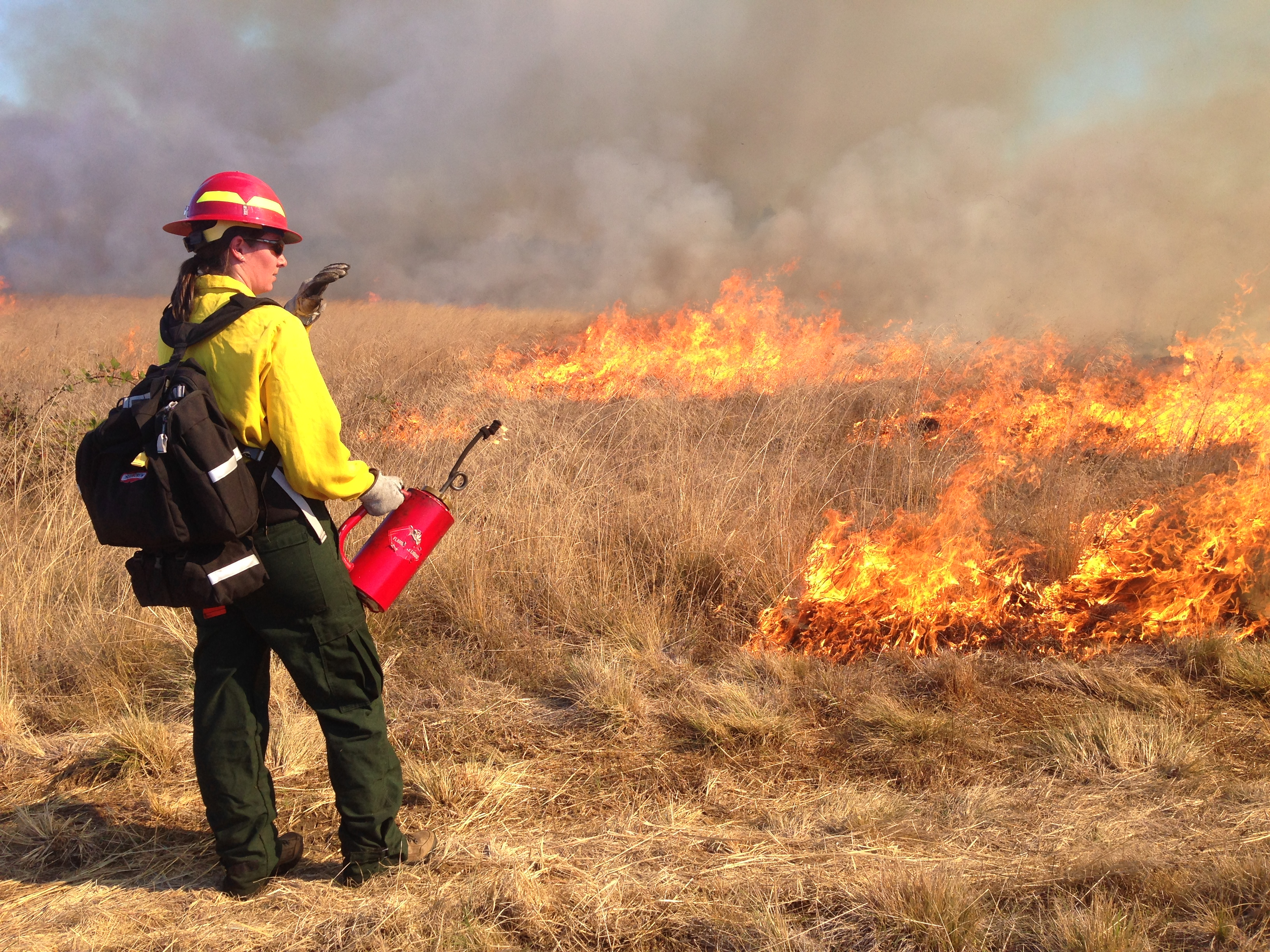
Anlegen eines Gegenfeuers mit einer Drip Torch (USA)

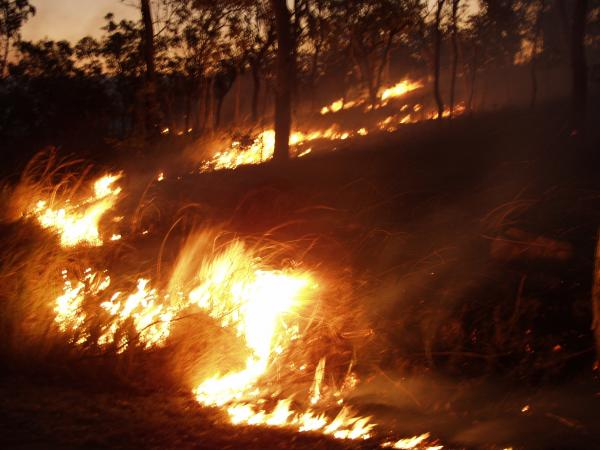
Backburning-Methode des Gegenfeuers bei Townsville in Queensland, Australien

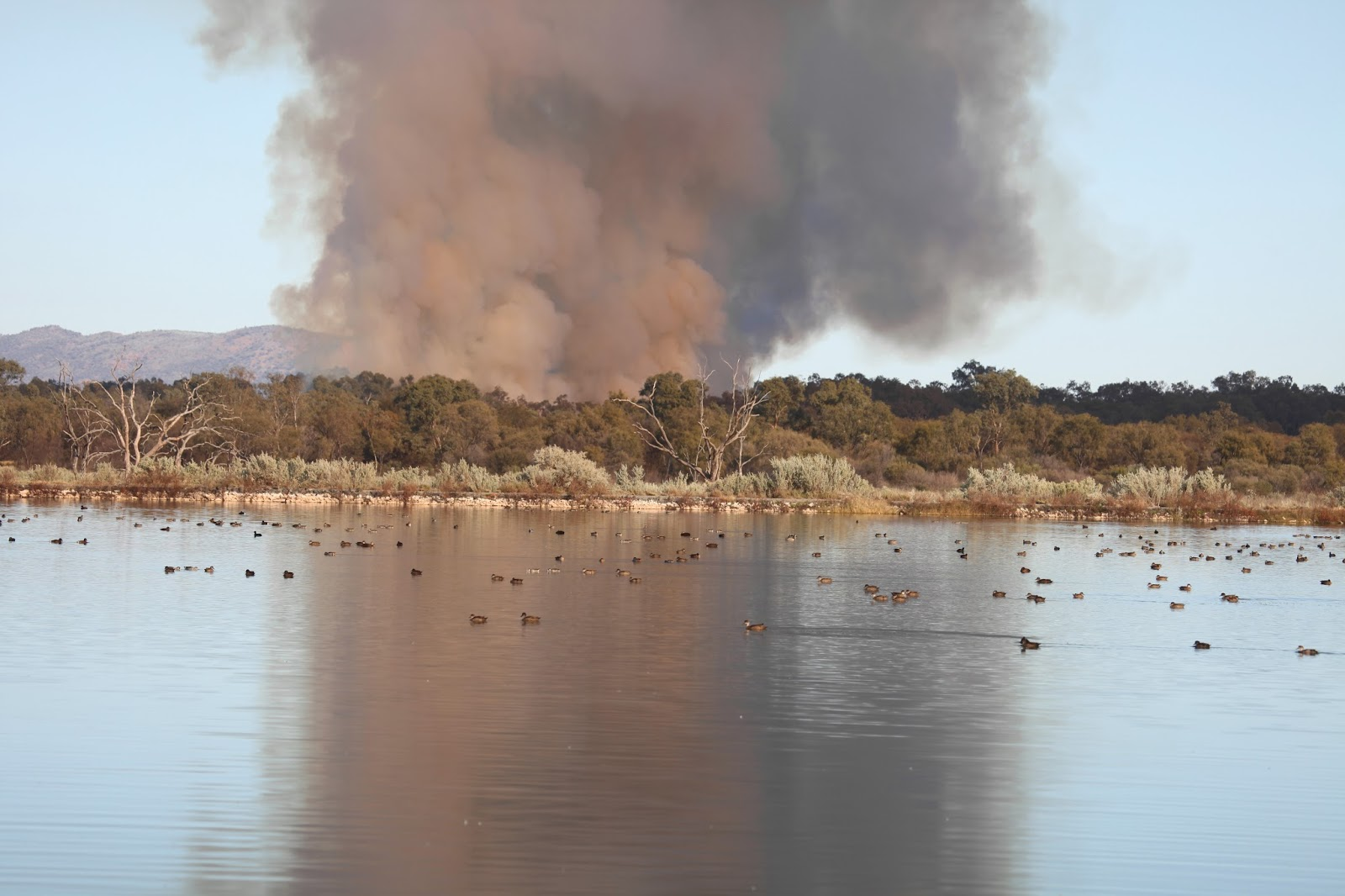
Backburning-Methode des Vorfeuers bei Alice Springs im Northern Territory, Australien

Als kontrolliertes Abbrennen werden absichtlich gelegte Brände bezeichnet, die von Menschen bewusst eingesetzt werden, um bestimmte Ziele zu erreichen. Hierzu zählen beispielsweise die Landschaftspflege oder das Ausdünnen von Vegetation mit dem Ziel, schwere Waldbrände zu verhindern. Es ist ebenfalls möglich, bestimmte Flächen kontrolliert abzubrennen, um sich ausbreitenden Flächenbränden Brennstoff zu nehmen und diese somit einzudämmen. Kontrolliertes Abbrennen ist eine seit langer Zeit von Menschen angewandte Kulturpraxis, die noch heute zur Brandbekämpfung eingesetzt wird. Genutzt wurde die Praxis u. a. von Aborigines in Australien und amerikanischen Ureinwohnern. Heute wird das Prinzip des präventiven Brennens nicht nur in Australien oder den USA angewandt, sondern beispielsweise in Kanada und zunehmend in vielen europäischen Ländern, wie z. B. Portugal und Spanien.

## Methoden und Akteure des Backburning und Fuelburning
Eine Methode des „Vorfeuers“ (fuel burning) wird häufig nachts oder bei geeigneten Wettervoraussetzungen durchgeführt. Dabei wird bei noch geringer Waldbrandgefahr durch kontrolliertes Feuerlegen das leichtentzündliche Brennmaterial wie Buschwerk, trockene Gräser, Blätter und Zweige verbrannt, um einem drohenden Waldbrand zu einem wesentlichen Teil die Grundlage zu entziehen. Wenn ein Vegetationsbrand ausbricht, hat dieser nicht mehr die Chance, sich in ein Katastrophenfeuer zu verwandeln, und die Einsatzkräfte haben bessere Voraussetzungen, das Feuer zu bekämpfen. In etwa fünf Prozent der Buschgebiete im Bundesstaat Victoria wird diese Methode alle 20 Jahre angewendet. Die Durchführung unterliegt staatlichen Behörden und deren Kontrolle. Dieses Prescribed Burning ist seit den 1960er Jahren in USA, Australien und Kanada gebräuchlich.
In Europa befindet es sich noch in der Entwicklung, hat aber insbesondere vor dem Hintergrund der verheerenden Flächenbrände in den Sommern 2018 und 2019 in zahlreichen europäischen Ländern an Bedeutung gewonnen. In Deutschland gibt es mittlerweile Vereine wie @fire, IFRS e. V. und Waldbrandteam, die Ausbildungen für Feuerwehren und andere Akteure im Bereich des kontrollierten Brennens anbieten. Seit vielen Jahrzehnten wird kontrolliertes Abbrennen in der Lüneburger Heide praktiziert. In der Mafra-Region nördlich von Lissabon hat der lokale Zivilschutz begonnen, prescribed burning auf privatem Land zu nutzen. Seit 2006 wurden dort über 200 Hektar Land verbrannt, was die Zahl der Brände stark reduziert hat. Seit 2017 werden in Mafra auch jährliche internationale Workshops zum Thema durchgeführt.
Die Methode des „Gegenbrennens“ (backburning) wird dann verwendet, wenn schon ein Buschfeuer ausgebrochen ist. Hierbei wird eine Linie aus kleineren Feuern vor dem Buschfeuer gelegt, die die weitere Ausbreitung eingrenzen sollen.
Beide Methoden bergen Gefahren in sich, da sich die Feuer bei Wetteränderungen, vor allem beim Aufkommen starker Winde, unkontrolliert und schnell ausbreiten und Menschen und Siedlungen gefährden können.

## Probleme
Tierschützer kritisieren vor allem, dass das Wild beim Gegenfeuer von beiden Feuern eingeschlossen werden könnte, denn normalerweise sind die meisten Wildtiere in der Lage, vor einem Feuer zu fliehen.
Durch Feuerlegung in Australien sind die Koalas, die sich nur langsam bewegen, gefährdet. Weitere bedrohte Arten sind der Große Kaninchennasenbeutler und Echsen, wie Liopholis kintorei, die beim Feuerlegen gefährdet sind. Dies gilt auch für einzelne seltene Pflanzen wie für den Strauch Boronia viridiflora, der nur im Arnhemland wächst. Ferner werden Vogelnester durch  Flammen zerstört. Außerdem kann entstehender Rauch auch Menschen gefährden und bei ihnen eine Rauchgasvergiftung verursachen. Hinzu kommt, dass diejenigen, die kontrolliertes Brennen durchführen, entsprechende personelle und finanzielle Voraussetzungen sowie politische Unterstützung brauchen, um Gefahren zu vermeiden.
Das kontrollierte Abbrennen birgt auch das Risiko, dass die Brände außer Kontrolle geraten und dann ihrerseits wieder nicht beabsichtigte Schäden verursachen. Ein Beispiel ist das Calf Canyon/Hermits Peak Fire in New Mexico, das im April 2022 infolge eines unerwarteten Windereignisses aus einem kontrollierten Brand entstand und sich binnen Wochen zum zweitgrößten Feuer in der Geschichte dieses Bundesstaates entwickelte. Insgesamt verbrannte es eine Fläche von mehr als 1000 km².
Durch den menschengemachten Klimawandel nehmen die Tage mit sehr guten Brandbedingungen zu, sodass immer weniger Tage zur Verfügung stehen, um Vegetation sicher abbrennen zu können. Damit wird es immer schwerer, vor Brandsaisons genügend Brennmaterial durch kontrolliertes Abbrennen zu entfernen.

## Situation in Australien
Als Backburning (dt. ‚Gegenfeuer‘) und fuel burning (dt. ‚Vorfeuer‘) werden in Australien zwei Methoden der Buschfeuervorbeugung und -bekämpfung bezeichnet. Die Methoden einer Feuerbekämpfung mit Feuer werden entweder vor (preventive burning) oder bei zu erwartenden (fuel burning) sowie gegen (backburning) Buschfeuer eingesetzt.
Beide Methoden werden in Australien sprachlich kaum abgegrenzt und meist als Backburning bezeichnet. Unter Backburning oder Fuelburning wird in Australien nicht das traditionelle Abbrennen von Landschaften durch die Aborigines (Traditional Aboriginal burning) oder durch die Brandrodung verstanden.
Vor der Zeit der menschlichen Besiedelung entstanden auf dem australischen Kontinent große Buschfeuer ausschließlich durch natürliche Ursachen wie beispielsweise durch Blitzeinschläge, Vulkane und Selbstentzündungen.
Das kontrollierte Brennen im Busch diente den Aborigines dazu, Wege durch Dickicht und stachliges Gehölz zu schaffen, vorhandene Nutzpflanzen zu fördern und neues -wachstum zu initiieren, Jagdmöglichkeiten zu schaffen und nützliche Pflanzen zum unmittelbaren Verzehr oder Kochen zu gewinnen. Feuer diente ihnen auch zur Wärmegewinnung oder Nachrichtenübermittlung, ferner zu spirituellen Zwecken. Die Nutzung des zweckgerichteten Feuers folgte bestimmten Regeln, die sich nach dem Vegetationsverlauf und dem Bedarf der Aborigines richteten. Frühe europäische Forscher und Siedler hielten die Gewohnheiten der Aborigines mit dem Feuer fest. Die Feuerlegungen erstreckten sich in der Landschaft über den gesamten Jahresverlauf. Die meisten Brände waren von relativ geringer Intensität und verbrannten in den meisten Fällen lediglich kleine Flächen, unkontrollierbare Buschfeuer in großem Umfang entstanden dadurch kaum. Die Erfahrungen wurden von Generation zu Generation weitergegeben.